# Kelurahan Tebing Tinggi
Kelurahan Tebing Tinggi is een bestuurslaag in het regentschap Tebo van de provincie Jambi, Indonesië. Kelurahan Tebing Tinggi telt 9784 inwoners (volkstelling 2010).